# Heizhaus Stammersdorf
Das Heizhaus Stammersdorf ist ein in Fachwerkbauweise errichtetes ehemaliges Heizhaus der Stammersdorfer Lokalbahn im 21. Wiener Gemeindebezirk Floridsdorf. Es stammt aus dem Jahr 1913.

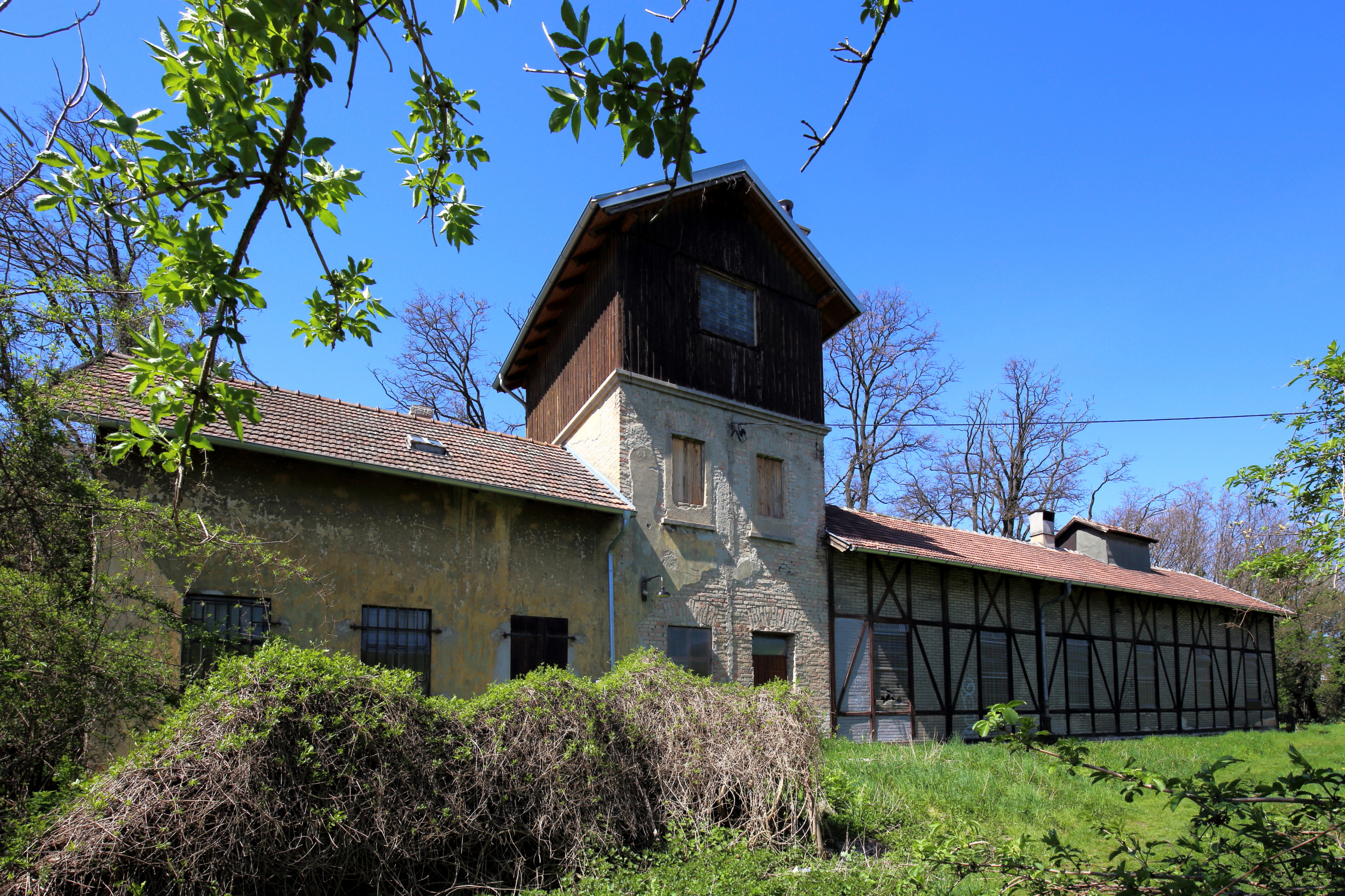
Heizhaus und Lokschuppen

Es gehörte zu den Anlagen des Bahnhofs Stammersdorf. Ansonsten hatten Nebenbahnen fast immer in einem größeren Bahnhof ihren Ausgangsort. Das Heizhaus Stammersdorf liegt gegenüber der Van-Swieten-Kaserne mit dem Heeresspital.

## Geschichte
Ab dem 30. Dezember 1911 überspannte der Fahrdraht die ehemalige Dampftramwaystrecke bis Stammersdorf. Seit diesem Tag wurde die Strecke der Lokalbahn in zwei getrennte Abschnitte geteilt. Der Teil Richtung Wien Zentrum wurde zur Straßenbahn, betrieben von der Stadt Wien. Der stadtauswärts führende Teil (Stammersdorf selbst kam erst 1938 zur Gemeinde Wien) wurde zur Lokalbahn. 
In Stammersdorf wurde ein neuer Endbahnhof einschließlich dem markanten Heizhaus an der Kummergasse errichtet. Nach Ende des Dampfbetriebes in den 1970er-Jahren wurde es zeitweise zur Abstellung von Museumsfahrzeugen genutzt. Mit der Einstellung der Stammersdorfer Lokalbahn im Jahr 1988 verlor es seine Funktion, die Gleise wurden 1995 abgetragen.

### Nachnutzung
Es beherbergt heute einen Kunstverein, der Ausstellungen, Lesungen und andere kulturelle Veranstaltungen organisiert. Jährlich findet hier ein internationales Künstlersymposium statt.